# Yakub Çelebi
Yakub Çelebi (cca 1359 – 15. června 1389, Kosovo pole) byl osmanský princ. Byl synem sultána Murada I. a jeho konkubíny Gülçiçek Hatun.

## Život
Již od nízkého věku byl vzděláván v oblasti administrativy a vojenství. Byl známý díky své kuráži, heroismu a doprovázení jeho otce Murada I. ve všech válkách.
On a jeho bratr, budoucí sultán Bayezid I., se nejvíce proslavili v Bitvě na Kosově poli, poslední válečné výpravě jejich otce. Ve válce Yakub vedl levé křídlo armády a zaútočil na srbského prince Lazara. Srbská armáda byla v oslabení a Yakub ji porazil. Ve stejnou chvíli byl sultán Murad I. při obchůzce bitevního pole zabit srbským rytířem Milošem Obilićem. Trůn byl předán jeho bratru Bayezidovi na základě shody pašů.

### Smrt
V Osmanské říši v tomto období nebyl ustanoven systém dědictví trůnu a aby nepropukla občanská válka mezi mužskými potomky, rozhodl se Bayezid svého bratra Yakuba zabít. Na základě rozkazu byl Yakub uškrcen. Bayezid se k tomuto kroku uchýlil z toho důvodu, že jeho další bratr Savcı Bey kvůli získání trůnu vlastního otce zajal.
Bayezid nechal převézt bratrovo tělo do Bursy a pohřbil ho za doprovodu náležitého obřadu. Na hrobce, která se nachází v severozápadní části mešity Yakuba Çelebiho v Izniku, není žádný nápis. Rakev s Yakubem byla uložena do mešity Hüdavendigar v Burse. V Izniku měl Yakub mešitu, hrobku a v Keles měl lázně. Tato hrobka je označena číslem 14 a byla dokončena až na konci 14. století. Má čtvercový půdorys a hrobku pokrývají závěsné kopule.
Příběh Yakub Çelebiho (Història de Jacob Xalabín) se stal oblíbeným ve středověké katalánské literatuře, ve které se pojednávalo o jeho zavraždění vlastním bratrem po Bitvě na Kosově poli.
V roce 1989 v jugoslávském dramatu "Bitva o Kosovo" ztvárnil Yakuba herec Marko Baćović.